# 巴基斯坦共产党 (1999年)
巴基斯坦共产党（缩写为CPP）是巴基斯坦的一个共产主义政党。该党成立于1999年，分裂自共产主义工农党。该党于2013年向巴基斯坦选举委员会登记注册。该党的选举标志是镰刀锤头。该党是左翼民主阵线和共产党和工人党国际会议的成员。该党曾派代表出席国际共产主义研讨会。